# Surżyk

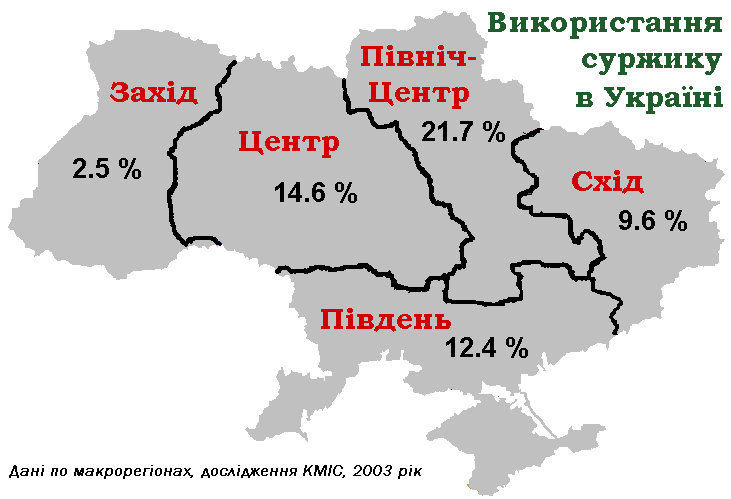
Procentowy udział osób używających surżyka na Ukrainie w 2003 roku

Surżyk (ukr. суржик, od суржик – „chleb lub mąka z mieszanki różnych rodzajów ziarna”) – byt językowy w ramach języka ukraińskiego, cechujący się wpływami języka rosyjskiego, rozpowszechniony w dużej części terytorium Ukrainy oraz w Mołdawii (Naddniestrze). W sąsiadujących z Ukrainą regionach Rosji (obwód woroneski, rostowski, kraj krasnodarski) zrusyfikowana wersja miejscowych ukraińskich dialektów stepowych nazywana jest „bałaczką”.

## Historia
Ukraińska filolog Łesia Stawyćka uważa, że surżyk jest językiem miasta, które przestało być ukraińskie, ale nie stało się do końca rosyjskie. Badaczka podkreśla, że już w połowie XIX wieku język Kijowa wyrównał się, dostosował się do języka rosyjskiego, ale ostatecznie nie stał się rosyjskim – jednak język ukraiński został prawie całkowicie wyparty [z Kijowa], stając się cechą wsi.
Przy tym badaczka podkreśla, że surżyk nie jest zjawiskiem stricte miejskim:
Wiejska biografia surżyka jest bardziej wyszukana i nadal jest pisana do naszych czasów. Ukraińskojęzycznej wioski do XIX wieku nie dotknęła fala totalnej rusyfikacji, dlatego że carska Rosja nie dbała o szerzenie jakiejkolwiek kultury, w tym rosyjskiej, wśród szerokich mas ludu. Ale rozwój kapitalizmu prędzej czy później wpłynął też na wiejskie gwary.

## Klasyfikacja
Trudno go klasyfikować jako język kreolski, te powstają bowiem w wyniku przyswojenia przez miejscową ludność języka handlowców/kolonizatorów (pidżynu). Nie jest również pidżynem jako takim, jako że języki pidżynowe z racji swojej prymitywności nie zapewniają pełnego porozumienia międzyludzkiego i dlatego nie są dla nikogo językiem macierzystym.
Najprędzej można go uznać za język mieszany (por. ponaschemu), powstały wśród ludności podmiejskiej w rezultacie wymieszania języka ukraińskiego z rosyjskim. Gramatyka i wymowa pozostają ukraińskie, podczas gdy znaczna część słownictwa jest zapożyczona z języka rosyjskiego (liczba zapożyczeń zależna jest od wykształcenia i życiowego doświadczenia użytkownika – w ramach surżyku wyróżnia się wiele wariantów).
Surżyk można również traktować jako gwarę miejską, powstałą w wyniku napływu ukraińskiej ludności wiejskiej do rosyjskojęzycznych miast; w takim ujęciu stanowiłby socjolekt.
Według badań socjologicznych surżykiem posługuje się 15–20% ludności Ukrainy, przede wszystkim w obwodach dniepropetrowskim, połtawskim, sumskim i czernihowskim.

## Cechy
Surżyk istnieje w różnych formach. Niektórzy badacze wyróżniają surżyk „na podstawie języka ukraińskiego” i surżyk „na podstawie języka rosyjskiego”, w zależności od koncentracji naruszeń standardu języka ukraińskiego lub rosyjskiego.

## Surżyk w kulturze
Niektóre utwory współczesnych ukraińskich pisarzy Bogdana Żołdaka czy Łesia Poderewjańskiego były napisane w surżyku, by osiągnąć komiczny efekt. Znany aktor i piosenkarz ukraiński Andrij Danyłko (znany jako Wierka Serdiuczka) wykorzystuje surżyk połtawski.

## Analogiczne zjawiska w innych językach
Analogiczne zjawisko w języku białoruskim to tzw. trasianka, w języku francuskim (Kanada) to joual.